# Aneesur-Rahman-Preis
Der Aneesur-Rahman-Preis für Computerphysik (englisch Aneesur Rahman Prize for Computational Physics) ist ein seit 1993 jährlich vergebener Preis der American Physical Society für herausragende Leistungen in der Computerphysik. Er ist mit 5000 Dollar dotiert und nach dem indischen Physiker Aneesur Rahman benannt.

## Preisträger
- 1993 Kenneth Wilson
- 1994 John M. Dawson
- 1995 Roberto Car, Michele Parrinello
- 1996 Steven G. Louie
- 1997 Donald Weingarten
- 1998 David Matthew Ceperley
- 1999 Michael L. Klein
- 2000 Michael Creutz
- 2001 Alex Zunger
- 2002 David P. Landau
- 2003 Steven R. White
- 2004 Farid Abraham
- 2005 Uzi Landman
- 2006 David Vanderbilt
- 2007 Daan Frenkel
- 2008 Gary Grest
- 2009 Allan Peter Young
- 2010 Frans Pretorius
- 2011 James M. Stone
- 2012 Kai-Ming Ho
- 2013 James Chelikowsky
- 2014 Robert Swendsen
- 2015 John D. Joannopoulos
- 2016 Matthias Troyer
- 2017 Sauro Succi
- 2018 Hans Jürgen Herrmann
- 2019 Sharon C. Glotzer
- 2020 Antoine Georges, Gabriel Kotliar
- 2021 Anders W. Sandvik
- 2022 Giulia Galli
- 2023 Pablo G. Debenedetti
- 2024 Gustavo E. Scuseria
- 2025 Chris G. Van de Walle